# Municipio de Fountain Creek
El municipio de Fountain Creek (en inglés: Fountain Creek Township) es un municipio ubicado en el condado de Iroquois en el estado estadounidense de Illinois. En el año 2010 tenía una población de 368 habitantes y una densidad poblacional de 3,92 personas por km².

## Geografía
El municipio de Fountain Creek se encuentra ubicado en las coordenadas 40°31′50″N 87°49′20″O / 40.53056, -87.82222. Según la Oficina del Censo de los Estados Unidos, el municipio tiene una superficie total de 93.83 km², de la cual 93,83 km² corresponden a tierra firme y (0 %) 0 km² es agua.

## Demografía
Según el censo de 2010, había 368 personas residiendo en el municipio de Fountain Creek. La densidad de población era de 3,92 hab./km². De los 368 habitantes, el municipio de Fountain Creek estaba compuesto por el 96,74 % blancos, el 1,09 % eran afroamericanos, el 1,9 % eran de otras razas y el 0,27 % eran de una mezcla de razas. Del total de la población el 1,63 % eran hispanos o latinos de cualquier raza.